# Tymon Houthaeck

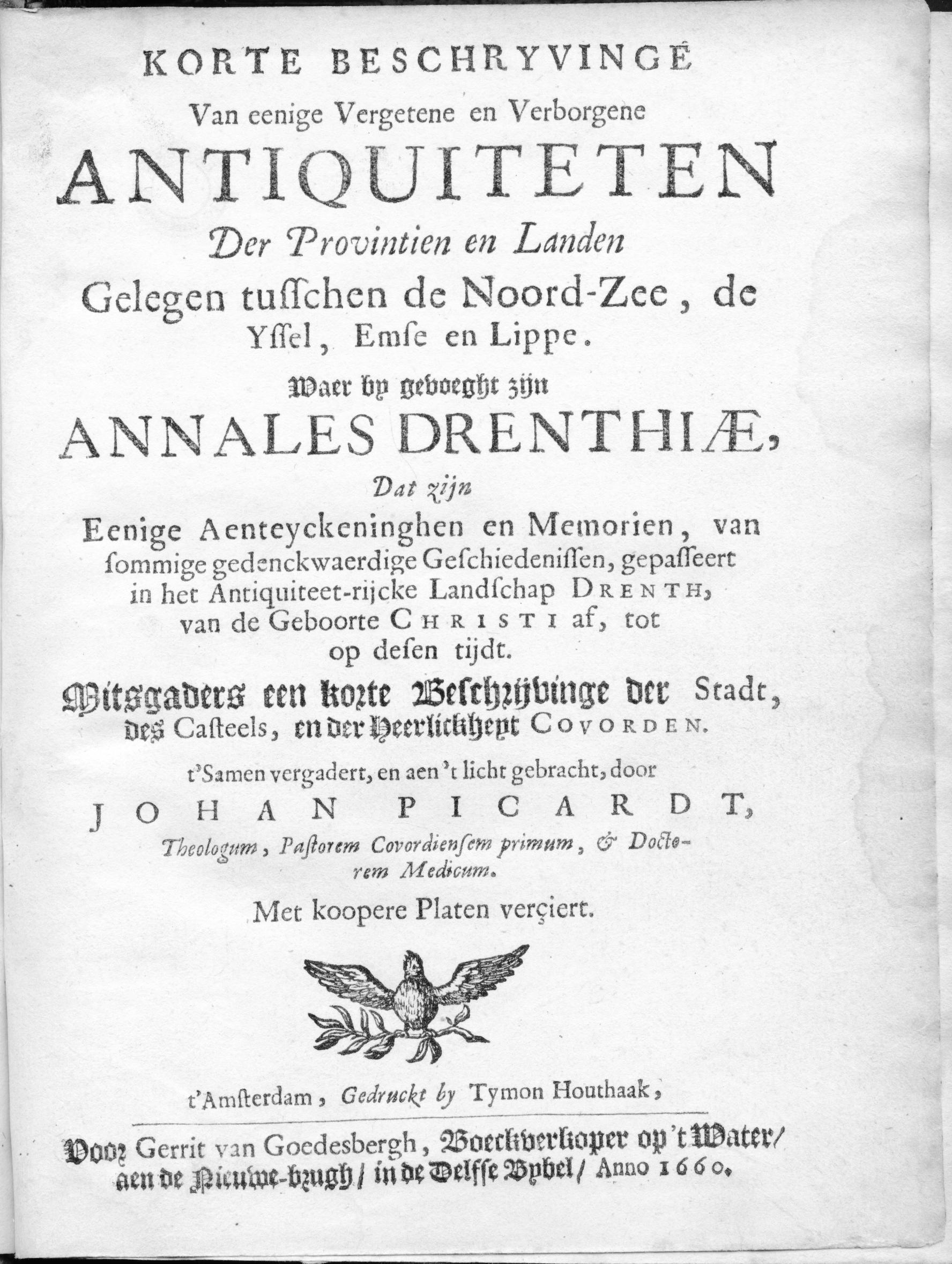
Titelpagina van Johan Picardt, Antiquiteten uit 1660, gedrukt door Tymon Houthaeck

Tymon Houthaeck (Thijmen Dircksz Houthhaeck) (Amsterdam, 1625 - Amsterdam, 1664) was een Nederlandse boekdrukker.

## Biografie
Tymon Houthaeck was de alias van Thijmen Dircksz Houthaeck. Hij werd geboren in Amsterdam in 1625 in een gereformeerd gezin en werd op 11 december dat jaar gedoopt in de Oude Kerk.

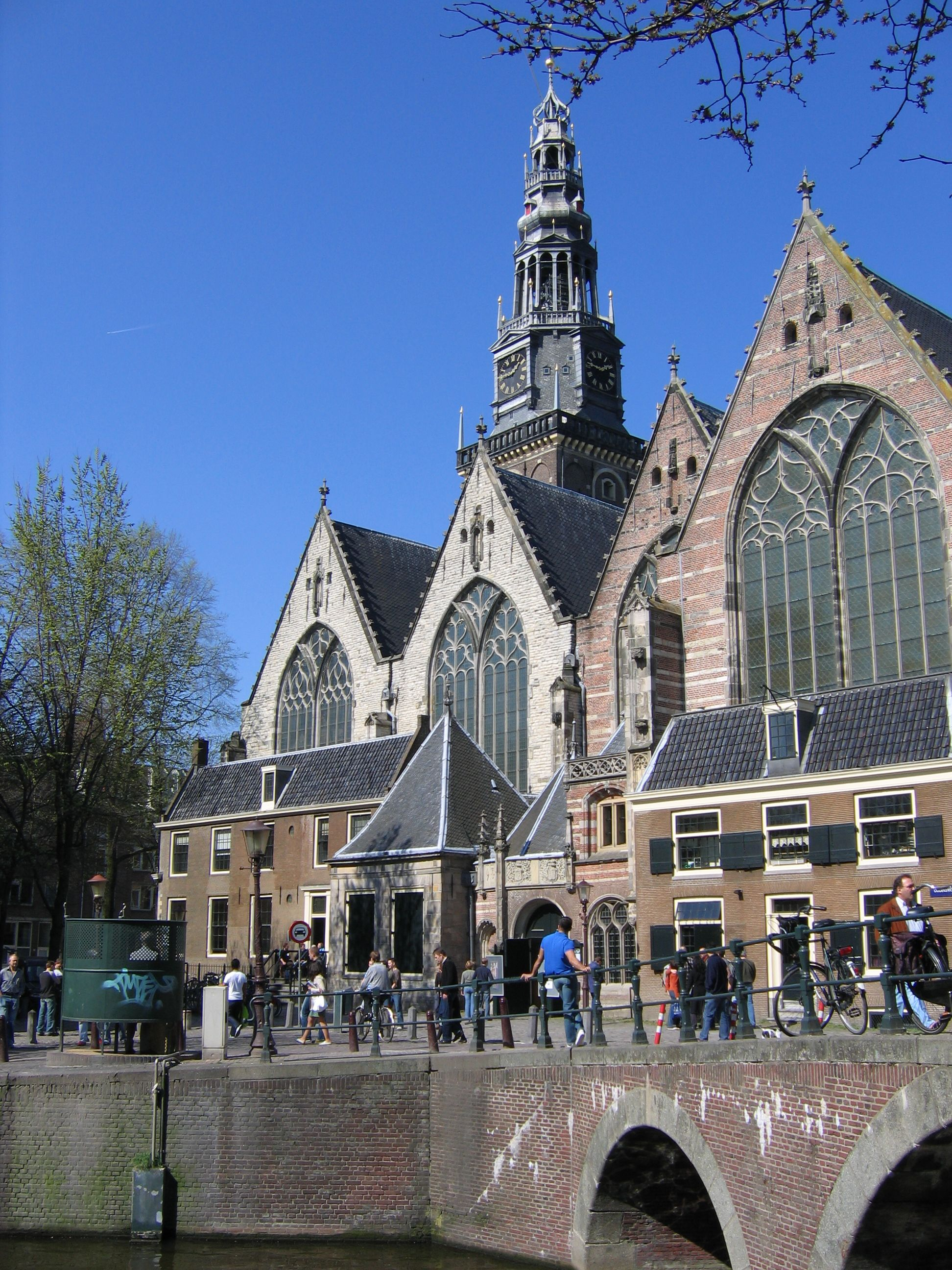
Oude kerk Amsterdam

Hij was de zoon van Dirck Cornelisz. Houthaeck (1597 – 1658) en Grietje Gerrits (1600 – 1667). Allebei zijn ouders waren actief in de boekenwereld. Zijn vader was zetter, boekbinder en uiteindelijk ook drukker. Zijn moeder hielp mee in de drukkerij van zijn vader. Houthaeck ging net als zijn vader de boekenwereld in en was ook actief als drukker.  Zijn broers, Cornelis en Hendrick, zijn ook beiden in het boekenvak gegaan. Tymon trouwde op 22-jarige leeftijd op 26 oktober 1646 met Machteld van Daelen. Samen kregen zij in totaal acht kinderen. Hun oudste zoon Gerrit (1647 - 1718) zou later actief zijn als toneelspeler. Hun dochter Trijntjen, geboren in oktober 1652, stierf voortijdig op vierjarige leeftijd en werd begraven in de Oude kerk. Tymon Houthaeck stierf in 1664. Machteld kon zich niet lang staande houden zonder man. Zij en de minderjarige kinderen werden daarom ondersteund door Hendrick Houthaeck, een broer van Tymon. Dit heeft hij gedaan tot dat Machteld hertrouwde met drukker Hendrik Harmensz Boterenbrood. Naast zijn werk als drukker en binder was Houthaeck, net zoals zijn zoon, actief als toneelspeler.

## Werk
Houthaeck volgde met zijn drukkerij in de voetsporen van zijn vader. In zijn eerdere drukken stond er dan ook het opschrift ‘In Amsterdam gedrukt door Tymon Houthaeck. Voor Dirk Cornelisz, Houthaak, boekverkoper op de hoek van de Nieuwzijdse Kolk.’ Houthaeck gaf voornamelijk toneelstukken en treurspelen uit. Dit varieerde van bekende werken zoals de treurspelen van Joost van den Vondel naar de minder bekendere werken zoals De doodt van Julius Caezar door H. Verbiest en De dood van Brutus en Cassius door P. Zeeryp. Al deze toneelstukken werden opgevoerd in de Amsterdamse Schouwburg voordat Houthaeck ze drukte. 

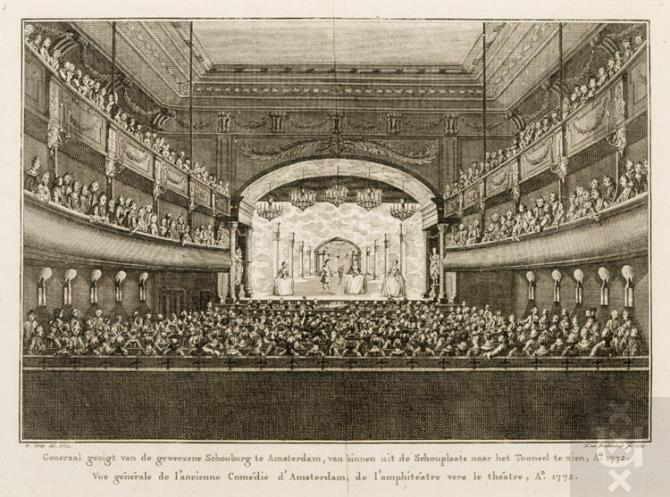
Amsterdamse Schouwburg

Afgezien van het grote aantal treurspelen en toneelstukken drukte Houthaeck een breed assortiment aan boeken. Hieronder vielen Nederlandse vertalingen van wetenschappelijke boeken zoals Annotationes, of Aanteekeningen op 't Nieuwe Testament van Erasmus, de Principia Philosophiae of: Beginselen der wysbegeerte van René Descartes en Jan Hendrik Glazemakers vertaling van de Koran. Maar ook meer naslagwerken zoals Schoole der jooden. Begrijpende het geheele joodze geloof en geloofs-oeffening, benevens deszelfs ceremonien, in-zettingen, zeden en gewoonte. Verder publiceerde hij eigen edities van stichtelijke theologische bestsellers als de catechismus van Gellius de Bouma en de Groote christelijcke Zee-vaert van Adam Westerman. Daarnaast heeft hij ook meegewerkt als drukker aan het werk van de bekende dichter Bredero, A. Brederoods Spaenschen Brabander Ierolimo. Dit is een versie van het bekende toneelstuk en verhaal de Spaanschen Brabander uit 1617 van Bredero. Ook dit werd opgevoerd in de Schouwburg in Amsterdam.

Deventer Houtmarkt

Vanaf 1661 was zijn drukkerij gevestigd op de Deventer Houtmarkt. Waarbij Houthaeck  zelf toevoegt ‘naast de Vogel Grijp’ wat verwijst naar het sprookje van de Gebroeders Grimm Der Vogel Greif. Ook het opschrift van het uithangbord van Houthaeck  ‘in de Vogel struis’  lijkt hier op gebaseerd te zijn. Deze nieuwe plek bij de Deventer Houtmarkt was niet ver weg van zijn eerder drukkerijen bij de Nieuwezijds Kolk en de Pottebakkersstraat. 